# Wolfgang Tebbe
Wolfgang Tebbe (* 11. August 1931; † 26. Januar 2007) war ein Generalleutnant des Heeres der Bundeswehr und Diplomingenieur.

## Leben
Von 1964 bis 1966 absolvierte Tebbe den 7. Generalstabslehrgang Heer an der Führungsakademie der Bundeswehr in Hamburg, wo er zum Offizier im Generalstabsdienst ausgebildet wurde. Vom 1. Oktober 1977 bis 31. März 1980 war er, bei Dienstantritt im Dienstgrad Oberst, Kommandeur der Panzergrenadierbrigade 19. Vom 1. April 1980 bis zum 31. März 1983 führte er als Brigadegeneral die Stabsabteilung VII im Führungsstab des Heeres im Bundesministerium der Verteidigung auf der Hardthöhe in Bonn. Vom 1. April 1983 bis 6. Dezember 1984 war er als Generalmajor Kommandeur der 3. Panzerdivision (Bundeswehr). Vor seiner Pensionierung war er Abteilungsleiter Rüstungswirtschaft. Nach seiner Pensionierung eröffnete er ein Ingenieurbüro.

## Ehrungen
- Verdienstkreuz 1. Klasse der Bundesrepublik Deutschland (1983)
- Großes Bundesverdienstkreuz (1989)